# Jean-Pierre Hautier
Jean-Pierre Hautier (Brussel, 18 oktober 1955 – aldaar, 12 oktober 2012) was een presentator van de RTBF, de Belgische Franstalige openbare omroep.
Hij presenteerde sinds jaar en dag op La Première, de eerste radiozender van de RTBF. Bij het grote publiek was Hautier vooral bekend omwille van zijn jaarlijkse verslaggeving over het Eurovisiesongfestival. Van 1994 tot en met 2012 becommentarieerde hij onafgebroken het festival. In 1996 deed hij dat samen met Sandra Kim, omwille van de tiende verjaardag van haar overwinning in Bergen, Noorwegen. In 1996 vond het festival opnieuw plaats in Noorwegen, deze keer in de hoofdstad Oslo. Op deze uitzondering na, becommentarieerde Hautier het Eurovisiesongfestival tot en met 2006 in z'n eentje. Sedert 2007 had hij het gezelschap van Jean-Louis Lahaye.
Jean-Pierre Hautier stierf een week voor z'n 57ste verjaardag aan de gevolgen van een slepende ziekte.